# 大寒
- 立春
- 雨水
- 惊蛰
- 春分
- 清明
- 谷雨
- 立夏
- 小满
- 芒种
- 夏至
- 小暑
- 大暑
- 立秋
- 处暑
- 白露
- 秋分
- 寒露
- 霜降
- 立冬
- 小雪
- 大雪
- 冬至
- 小寒
- 大寒

| 歲   | 開始             | 結束             |
| ---- | ---------------- | ---------------- |
| 辛巳 | 2002-01-20 06:02 | 2002-02-04 00:24 |
| 壬午 | 2003-01-20 11:52 | 2003-02-04 06:05 |
| 癸未 | 2004-01-20 17:42 | 2004-02-04 11:56 |
| 甲申 | 2005-01-19 23:21 | 2005-02-03 17:43 |
| 乙酉 | 2006-01-20 05:15 | 2006-02-03 23:27 |
| 丙戌 | 2007-01-20 11:00 | 2007-02-04 05:18 |
| 丁亥 | 2008-01-20 16:43 | 2008-02-04 11:00 |
| 戊子 | 2009-01-19 22:40 | 2009-02-03 16:49 |
| 己丑 | 2010-01-20 04:27 | 2010-02-03 22:47 |
| 庚寅 | 2011-01-20 10:18 | 2011-02-04 04:32 |
| 辛卯 | 2012-01-20 16:09 | 2012-02-04 10:22 |
| 壬辰 | 2013-01-19 21:51 | 2013-02-03 16:13 |
| 癸巳 | 2014-01-20 03:51 | 2014-02-03 22:03 |
| 甲午 | 2015-01-20 09:43 | 2015-02-04 03:58 |
| 乙未 | 2016-01-20 15:27 | 2016-02-04 09:46 |
| 丙申 | 2017-01-19 21:23 | 2017-02-03 15:34 |
| 丁酉 | 2018-01-20 03:09 | 2018-02-03 21:28 |
| 戊戌 | 2019-01-20 08:59 | 2019-02-04 03:14 |
| 己亥 | 2020-01-20 14:54 | 2020-02-04 09:03 |
| 庚子 | 2021-01-19 20:39 | 2021-02-03 14:58 |
| 辛丑 | 2022-01-20 02:39 | 2022-02-03 20:51 |
| 壬寅 | 2023-01-20 08:29 | 2023-02-04 02:42 |
| 癸卯 | 2024-01-20 14:07 | 2024-02-04 08:27 |
| 甲辰 | 2025-01-19 20:00 | 2025-02-03 14:10 |

數據來源：噴氣推進實驗室線上曆書系統
大寒，是二十四節氣中的最後一個節氣，每年在1月19至21日之間，斗指丑，太陽位於黃經300°。由於受到來自西伯利亞的寒流影響，此时的東亞地區通常处在一年中最冷的時期。近年氣象觀測記錄顯示，中國部分地區，大寒不如小寒冷，但在某些年份和沿海少數地方，全年最低氣溫仍然會出現在大寒節氣內。

## 律曆
- 《逸周書•周月》：「冬三月中氣：小雪、冬至、大寒。」漢董仲舒《春秋繁露•陰陽出入上下》：「小雪而物咸成，大寒而物畢藏。」
- 《月令七十二候集解》：「十二月中，解見前。」《授時通考•天時》引《三禮義宗》：「大寒為中者，上形於小寒，故謂之大……寒氣之逆極，故謂大寒。」

## 天候
大寒，意謂酷寒，極冷，是一年中的寒冷時期，溫低，風大，地表積雪不化，呈現出冰天雪地、地凍天寒的嚴寒景象。《呂氏春秋•盡數》：「大寒、大熱、大燥、大濕、大風、大霖、大霧，七者動精則生害矣。」《新五代史•晉臣傳•吳巒》：「巒善撫士卒，會天大寒，裂其帷幄以衣士卒，士卒皆愛之。」

## 物候
古代將大寒分為三候：「一候雞乳；二候征鳥厲疾；三候水澤腹堅。」
- 雞始乳：乳，育也。馬氏曰：「雞，木畜，麗於陽而有形，故乳在立春節也。」
- 鷙鳥厲疾：「征鳥厲疾」。征，伐也，殺伐之鳥，乃鷹隼之屬，至此而猛厲迅疾也。 (注：《月令》作征鳥厲疾。《唐書》，及《宋》《金史》志，皆作鷙鳥。《元史志》，始仍作征鳥。)
- 水澤腹堅：陳氏曰：冰之初凝，水面而已，至此則徹上下皆凝，故雲腹堅，腹猶內也。
- 大寒出現的花信風候為「一候瑞香，二候蘭花，三候山礬（生於江南）」。亦可作為判斷大寒的重要徵象。

## 俗諺
- 小寒大寒凍成一團。
- 小寒不如大寒寒，大寒之後天漸暖。
- 大寒到頂點，日後天漸暖。
- 五九、六九，沿河看柳。凍不死的蒜，乾不死的蔥。
- 該冷不冷，不成年景。
- 禽舍豬圈牲口棚，加強護理莫放鬆。
- 春節前後少農活，莫忘魚塘常巡邏。
- 春節前後鬧嚷嚷，大棚瓜菜不能忘。
- 歡歡喜喜過新年，莫忘護林看果園。

## 題詠
- 大寒十二月中（唐•元稹）

臘酒自盈罇，金爐獸炭溫。

大寒宜近火，無事莫開門。

冬與春交替，星周月詎存？

明朝換新律，梅柳待陽春。

- 大寒吟（宋•邵雍）

舊雪未及消，新雪又擁戶。

堦前凍銀牀，簷頭冰鍾乳。

清日無光輝，烈風正號怒。

人口各有舌，言語不能吐。

- 大寒（宋•陸游）

大寒雪未消，閉戶不能出。

可憐切雲冠，局此容膝室。

吾車適已懸，吾馭久罷叱。

拂塵取一編，相對輒終日。

亡羊戒多岐，學道當致一。

信能宗闕裏，百氏端可黜。

爲山儻勿休，會見高崒嵂。

頹齡雖已迫，孺子有美質。

- 己卯冬大寒有感（宋•蘇舜欽）

延川未撤警，夕烽照冰雪。

窮邊苦寒地，兵氣相躔結。

主將初臨戎，猛思風前發。

朝笳吹餘哀，疊鼓暮不絕。

淹留未見敵，愁端密如髮。

予聞古烈士，自誓立壯節。

丸泥封函關，長纓繫南越。

本爲朝廷羞，寧計身命活。

功名非與期，冊書豈磨滅。

然由在遇專，醜類易翦伐。

訓士無他才，賞罰在果決。

近聞邊方奏，中覆多沈沒。

罪者既稽誅，功者不見閱。

雖使頗牧生，勇智當坐竭。

或雲廟堂上，與彼勢相戛。

恐其立異勳，欻然自超拔。

不知百萬師，寒刮膚革裂。

關中閑誅斂，農產半匱竭。

我欲叫上帝，願帝下明罰。

早令黠虜亡，無爲生民孽。

- 大寒（明末淸初•屈大均）

大寒偏易暖，寒向小寒時。

亦有空林雪，梅花似不知。

病煩春色早，貧恐水仙遲。

多謝萋萋草，穿冰已作絲。

## 計算
大寒的日子可以透過此方法計算：
定義：
{\displaystyle Century(y)} 是計算y年的世紀的函數。如{\displaystyle Century(2025)=21}，及
{\displaystyle LastTwoDigital(x)} 是整數x的最後二位。如{\displaystyle LastTwoDigital(2025)=25}，及
{\displaystyle H(y)=0.72Century(y)+5}，及
{\displaystyle K(y)=(LastTwoDigital(y)-1)/4}，及
{\displaystyle m=0.2422}，
那麼，
{\displaystyle d(y)=Round(m*LastTwoDigital(y)+H(y)-K(y))}。
而大寒於y年的日子便為1月{\displaystyle d(y)}日。

## 外部連結
- 大寒（國曆1月19或20或21日）(農委會)